# 마케로푸로소푸스

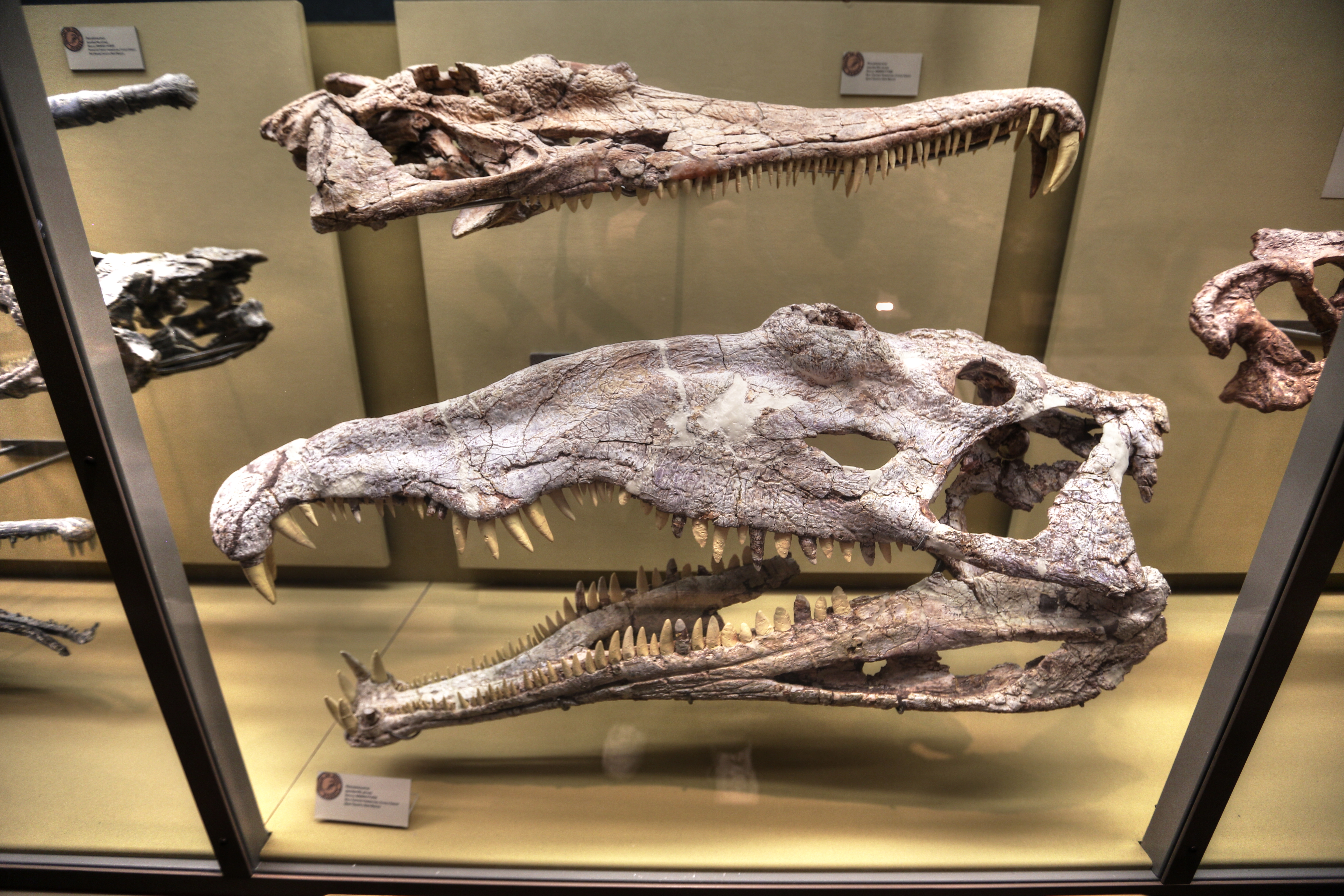

마케로푸로소푸스(학명:Machaeroprosopus buceros)는 악어목 피토사우루스과에 속하는 악어이다. 지금은 멸종된 악어로 몸길이가 4~8m인 대형 악어에 속한다.

## 특징
마케로푸로소푸스는 두개골이 매우 길쭉한 것이 특징인 악어 중에 하나이다. 위턱과 아래턱에는 날카로운 이빨들이 20~30개가 나 있으며 식물성의 먹이도 먹을 수가 있도록 잘 발달된 이빨과 입을 가진 것이 특징이다. 뒷다리가 앞다리에 비해 유난히 더욱 길며 발에는 발갈퀴와 같이 변화된 모양을 가지고 있어 수영을 하는 데에 있어 더욱 많은 도움을 줬다. 또한 꼬리가 다른 피토사우루스과에 비해 길며 아종이 다른 피토사우루스과의 악어들에 비해 많이 있는 종이다. 아종이 많지만 공통적으로 삼각형 모양의 두개골과 두꺼운 상완골을 가진 것이 특징인 종이다. 가까운 친적으로는 루티오돈을 포함하여 피토사우루스, 아코사우루스, 니로사우루스, 레돈다사우루스, 팔레오히누스, 미트리오쿠스, 스밀로수쿠스, 브라키수쿠스, 앙기스토리누스, 프로토메, 렙토수쿠스, 프라부수쿠스가 있다. 먹이로는 당대에 서식하던 물고기, 갑각류와 같은 육식성의 먹이와 양치식물과 같은 초식성의 먹이를 모두 섭이했을 잡식성의 악어로 추정이 된다.

## 생존시기와 서식지와 화석의 발견
마케로푸로소푸스가 생존하던 시기는 중생대의 트라이아스기 후기로 지금으로부터 2억년전~1억 8000만년전에 서식했던 악어이다. 생존했던 시기에는 북아메리카를 중심으로 하는 강과 호수에서 주로 서식했을 종으로 추정이 된다. 화석의 발견은 1916년에 미국의 트라이아스기에 형성된 지층에서 고생물학자인 모리스 멜에 의해 최초로 화석이 발견되어 새롭게 명명된 종이다.

## 같이 보기
- 악어
- 중생대
- 트라이아스기
- 화석
- 파충류